# Strange Brew (episodio de Falling Skies)
Strange Brew es el octavo episodio de la tercera temporada y vigésimo octavo episodio a lo largo de la serie de drama y ciencia ficción de TNT, Falling Skies; fue escrito por John Wirth y dirigido por David Solomon y salió al aire el 21 de julio de 2013 en Estados Unidos.
Las cosas parecen ir demasiado tranquilas para Tom, haciéndole sospechar de su entorno y en su camino de vuelta a Charleston, hace una serie de sorprendentes y horribles descubrimientos. Mientras tanto, Weaver y Pope tienen diferencias sobre cómo manejar la sospecha del espía.

## Argumento
Tom se encuentra dentro de una realidad virtual en donde la invasión extraterrestre nunca sucedió y por lo tanto, su esposa, Rebecca sigue viva. Rebecca le dice que ha hablado dormido y Tom le responde que tuvo un sueño en donde la Tierra era invadida por extraterrestres. Rebecca le pregunta sobre alguien llamada Anne, a quien Tom mencionó mientras dormía, pero él dice no conocerla, Tom comienza a sospechar que algo no anda bien. Mientras dicha simulación continúa, Tom descubre que es posible que le haya sido infiel a su esposa y que su amante es Anne, a quien no reconoce.aunque pronto descubre que se trata de un plan de Karen para saber cuál estructura es que la que la resistencia planea atacar con el arma de los Volm.
Tom logra salir de la simulación y descubre que ha caído prisionero de Karen, quien lo mantiene en una realidad alternativa y le dice que si no le da la información torturá a Anne y Alexis. En ese momento, un equipo de rescate entra para liberar a Tom y este le dispra a Karen en la cabeza. Tom despierta dos días después en el hospital de Charleston y se dirige a la sala de juntas donde están planeando el ataque a una estructura de los Espheni. Cuando el Coronel Weaver le pide que le diga cuál ciudad atacarán, Tom se da cuenta de que continúa en la simulación y le dispara en la cabeza.
Mientras tanto, en Charleston, Pope le dice a Maggie que está equivocada si piensa que Hal volverá por ella, Maggie le responde que está equivocado y Lyle interviene para evitar una pelea. Por otra partr, Anthony continúa con la investigación por la muerte del presidente Hathaway y pregunta a Marina sobre su coartada, dejando en claro que ella es la principal sospechosa. Más tarde, Maggie se acerca al Coronel Weaver y le pide que la ponga al frente cuando el ataque a la base Espheni se lleve a cabo. Weaver deduce que tal decisión se debe a que quiere tomar venganza de Karen por lo que le hizo a Hal y se niega, Maggie insiste pero una explosión los sorprende.
Tom logra salir de la simulación y se encuentra con Karen, quien le exige que le diga cuál base atacará la resistencia o de lo contrario asesinará a Anne y Alexis, pero Tom se niega nuevamente. Mientras tanto, Lourdes atiende las heridas que la explosión le causó a Weaver, cuando se va la chica, el Coronel le dice a Maggie que de no ser por ella, él habría estado dentro operando el radio cuando la operación sucedió y habría muerto. Maggie le vuelve a pedir que la coloque al frente y él acepta. Por otra parte, al ver que nada tiene efecto en Tom, Karen lo conduce hasta otra cámara y le revela que Anne y Alexis están muertas y las muestra cubiertas por una especie de capullo, poco después, la activación del escudo de la base comienza y Tom aprovecha la oportunidad para escapar.
En Charleston, mientras ven las luces del escudo de los Espheni, Marina le asegura a Weaver que ella no es la espía y le dice que sabe de sus sospechas ya que todo la acusa. Más tarde, Pope se encuentra con el Coronel Weaver y él le dice que comenzarán la ofensiva contra los Espheni pero el objetivo se mantendrá en secreto. Durante su guardia con Lyle, Maggie ve a los hermanos Mason acercarse y corre hacia ellos. Después de recibir a Hal con unbeso, nota la ausencia de Tom y pregunta por él, ellos le responden que tuvo que separarse pero volverá pronto. Finalmente, Tom llega a su antigua casa en Boston y una alucinación de su esposa le puede que deje todo eso atrás. Cuando ella desaparece, Tom deja la casa.

## Elenco
| - Noah Wyle como Tom Mason. - Moon Bloodgood como Anne Glass. - Drew Roy como Hal Mason. - Connor Jessup como Ben Mason. - Maxim Knight como Matt Mason. - Seychelle Gabriel como Lourdes Delgado. - Sarah Sanguin Carter como Maggie. - Mpho Koahu como Anthony. - Colin Cunningham como John Pope. - Doug Jones como Cochise/Dr. C. - Will Patton como Coronel Weaver. | - Lacey Mailey como Jeanne Weaver. - Brad Kelly como Lyle. - Megan Danso como Denny. - Avery Konrad como Rita. - Jessy Schram como Karen Nadler. - Gloria Reuben como Marina Perlata. - Peter Shinkoda como Dai. - Jennifer Ferrin como Rebecca Mason. |

## Continuidad
- Karen Nadler fue vista anteriormente en Collateral Damage.
- Karen tortura a Tom con una realidad alternativa en donde la invasión extraterrestre nunca sucede.

- Anne Glass y Denny fueron vistas anteriormente en At All Costs.
- Dai fue visto anteriormente en A More Perfect Union.
- Jeanne Weaver fue vista anteriormente en Search and Recover.
- Doug Jones aparece en la realidad alternativa como el Dr. C, una clara referencia a Cochise.
- Durante la realidad alternativa, John Pope, Marina Perlata y Cochise son profesores de la Universidad donde Tom trabaja; Anthony es el decano y Lourdes y Maggie son estudiantes, mientras que Weaver es un indigente y Karen un oficial de policía. Jeanne aparece como la secretaria de Tom y Denny como amiga de Ben.  Anne aparece como la amante de Tom y Dai como el esposo de esta.
- Rita, que fue mencionada por Hal en Love and Other Acts of Courage, aparece en este episodio.
- El episodio representa la primera aparición de Rebecca Mason en la serie.
- En una segunda realidad alternativa, Tom asesina a Karen y Weaver.

- Karen le revela a Tom que Anne y Alexis están muertas.
- El escudo de las bases de los Espheni es activado.
- El Coronel Weaver y Pope organizan el ataque con el arma de los Volm.
- Los hermanos Mason regresan a Charleston.

## Recepción

### Recepción de la crítica
Chis Carabott de IGN calificó al episodio de bueno y le dio una puntuación de 7.4 y señaló como punto positivo el regreso de Dai (Peter Shinkoda) y comentó: "Con todo, no hay mucha trascendencia con el episodio de esta semana", y sobre la revelación de la muerte de Anne y Alexis, dice: "Fue algo apurada y se perdió su efecto. La reacción de Tom fue razonable pero se pierde cuando se concentran en la activación de las torres. Si la intención es que el espectador crea que Anne está muerta, resultó plana, nada en ella parecía que fuese verdadero, así que es fácil de olvidar", y agrega: "Las escenas de realidad virtual eran algo diferentes, pero en última instancia, se comieron a gran parte del episodio, con muy poco desarrollo de la trama. Fueron creativas, pero se sintieron como una oportunidad perdida".

### Recepción del público
En Estados Unidos, Strange Brew fue visto por 3.70 millones de espectadores, de acuerdo con Nielsen Media Research.